# Elfenblauw
Elfenblauw is een boek van de Belgische auteur Johan Vandevelde uit 2006, uitgegeven door Clavis en bekroond door de Kinder- en Jeugdjury in 2008.

## Samenvatting
Sander woont samen met zijn oom Brendan in een omgebouwde treinwagon, nadat zijn ouders bij een vliegtuigongeluk zijn omgekomen. Het enige aandenken aan hen dat hij nog heeft is een bijzondere amulet, die hij altijd bij zich draagt. Sander oefent regelmatig samen met zijn oom Brendan in het zwaardvechten. Zijn oom is hier zeer bedreven in en smeedt de zwaarden ook zelf. Op een koude winteravond ontmoet Sander echter een vreemd wezentje dat in verbinding blijkt te staan met zijn amulet, en Sanders leven zal vanaf dan nooit meer hetzelfde zijn. Plotseling duiken overal vreemde ruiters en monniken op die uit zijn op Sanders dood. In zijn poging te ontvluchten belandt hij in een andere wereld, waar hij evenmin rustig kan verblijven, maar waar hij stilaan antwoorden vindt op de vele vragen uit zijn verleden.

## Reeks
Onder dezelfde titel verscheen later bij uitgeverij Abimo ook een volledige boekenreeks van Vandevelde:
1. Het juweel van Silnaris, een heruitgave van het oorspronkelijke boek
2. De vallei van de goden
3. De Banneling
4. De helm van Armata